# Tisovité

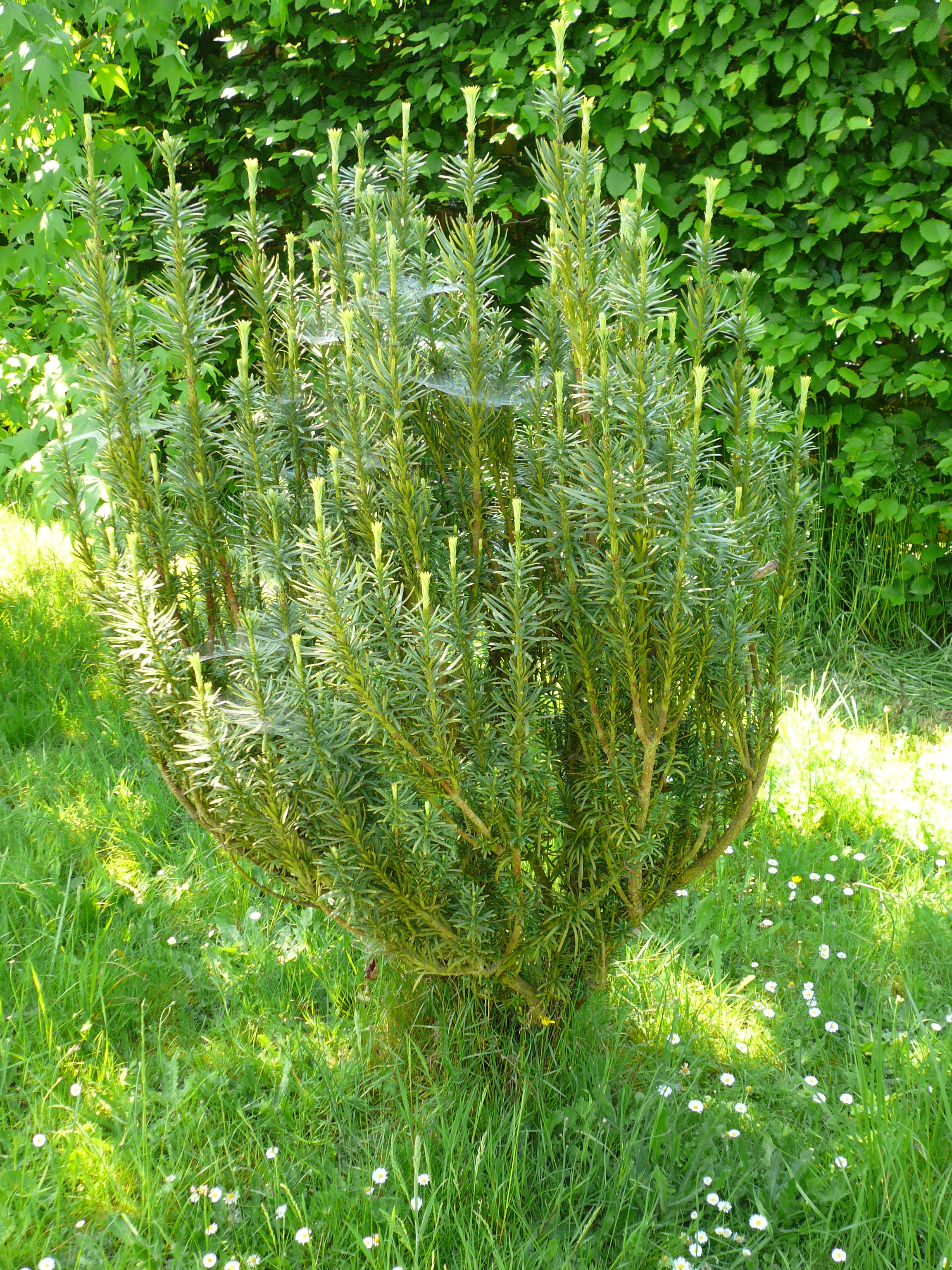
Mladý hlavotis (Cephalotaxus harringtonia)

Tisovité (Taxaceae) je malá čeleď řádu borovicotvarých z třídy jehličnanů. Na základě fylogenetických rozborů byla zavedením taxonomického systému APG III do čeledě tisovité vřazena i bývalá čeleď hlavotisovité (Cephalotaxaceae). Stejně tak bylo odmítnuto i časté vyčleňování čeledě tisovitých do samostatného řádu.

## Rozšíření
Většina taxonů roste jen omezeně a v mnoha případech jsou to ohrožené druhy. Vyskytují se převážně na severní polokouli. Rod tis v Severní Americe, Evropě a v Asii, toreja v Severní Americe a jižní Asii, rod Austrotaxus na Nové Kaledonii a ostatní hlavně v Číně a ve východní a jihovýchodní Asii.

## Popis
Jsou to keře, dřeviny nízkého vzrůstu i vzrostlé stromy dosahující výšek až 20 m, kromě hlavotisů bez pryskyřičných kanálků. Borka bývá šupinovitá nebo rýhovaná, letorosty kulaté, boční větve husté, dobře vyvinuté. Kořeny mají hodně vlásečnicového kořání. Čárkovité nebo kopinaté jehlicovité listy, vytrvávající několik let, jsou uspořádány dvouřadě, spirálovitě nebo křížatě.
Jsou to rostliny nahosemenné, obvykle dvoudomé, tj. zvlášť rostliny samčí a zvlášť samičí. Samčí šištice, kulovité nebo vejcovité, vyrůstají jednotlivě v úžlabí listenů nebo jsou nahloučeny v klasovitých útvarech na vrcholcích větví. Vyrůstají na ročních výhonech, jsou složené ze 2 až 16 tyčinek, pylová zrna jsou bez vzdušných váčků. Samičí šištice, přisedlé nebo stopkaté, vyrůstají v párech nebo jednotlivě v úžlabí listů, mají jedno vajíčko (bývalé hlavotisovité 2 vajíčka). Po větrosnubném opylení šištice se semenem dozrává za 6 až 8 měsíců (u bývalých hlavotisovitých za 18 až 20 měsíců). Během toho šištice zdužnatí a zralé semeno je uloženo v nepravém dužnatém nebo kožovitém míšku (epimatiu), který je částečně otevřen (u bývalých hlavotisovitých zcela uzavřen). Zralé semeno je velké 5 až 8 mm, výjimečně 25 mm (u bývalých hlavotisovitých 12 až 40 mm), klíčí se 2 děložními lístky.
Rostliny některých rodů (např. tis) jsou až na míšek jedovaté. Semena obsažená v masitém míšku jsou také jedovatá, a dokonce se uvádí, že právě v nich je obsah jedu z celé rostliny nejvyšší.

## Taxonomie
Existovaly tendence vytvořit téměř pro každý rod samostatnou čeleď. Na základě kladistické klasifikace rostlin byly tyto pokusy zamítnuty jako neopodstatněné. Molekulárními výzkumy byly tisovité opakovaně prokázány jako monofyletický taxon včetně vnořených hlavotisovitých a společně tvoří sesterskou skupinu k cypřišovitým (Cupressaceae).
Čeleď tisovité tvoří těchto šest rodů:
- Amentotaxus Pilg., 1916 – 6 druhů, Čína, Indočína a Tchaj-wan
- Austrotaxus R. H. Compton, 1922 – 1 druh endemický v Nové Kaledonii
- hlavotis (Cephalotaxus) Siebold et Zucc. ex Endl., 1842 – 11 druhů v Himálaji, Číně a Koreji
- patis (Pseudotaxus) W. C. Cheng, 1947 – 1 keřovitý druh, Čína
- tis (Taxus) L., 1753 – 7 druhů, Eurasie, Severní Amerika
- toreja (Torreya) Arn., 1828 – 6 druhů, Asie, Severní Amerika

Vzájemná příbuznost v čeledi je následující:
```
                                  ┌─── 
tis
 (
Taxus
)
                              ┌───│
                              │   └─── 
patis
 (
Pseudotaxus
)
                          ┌───│
                          │   └─────── 
Austrotaxus

            
tisovité
  ────│
                          │   ┌─────── 
hlavotis
 (
Cephalotaxus
)
                          └───│  
                              │   ┌─── 
Amentotaxus

                              └───│
                                  └─── 
toreja
 (
Torreya
)
```